# Henning Paulsen
Henning Paulsen (* 28. Februar 1944 in Lübeck; † 28. Mai 1994) war ein deutscher evangelischer Theologe.

## Leben

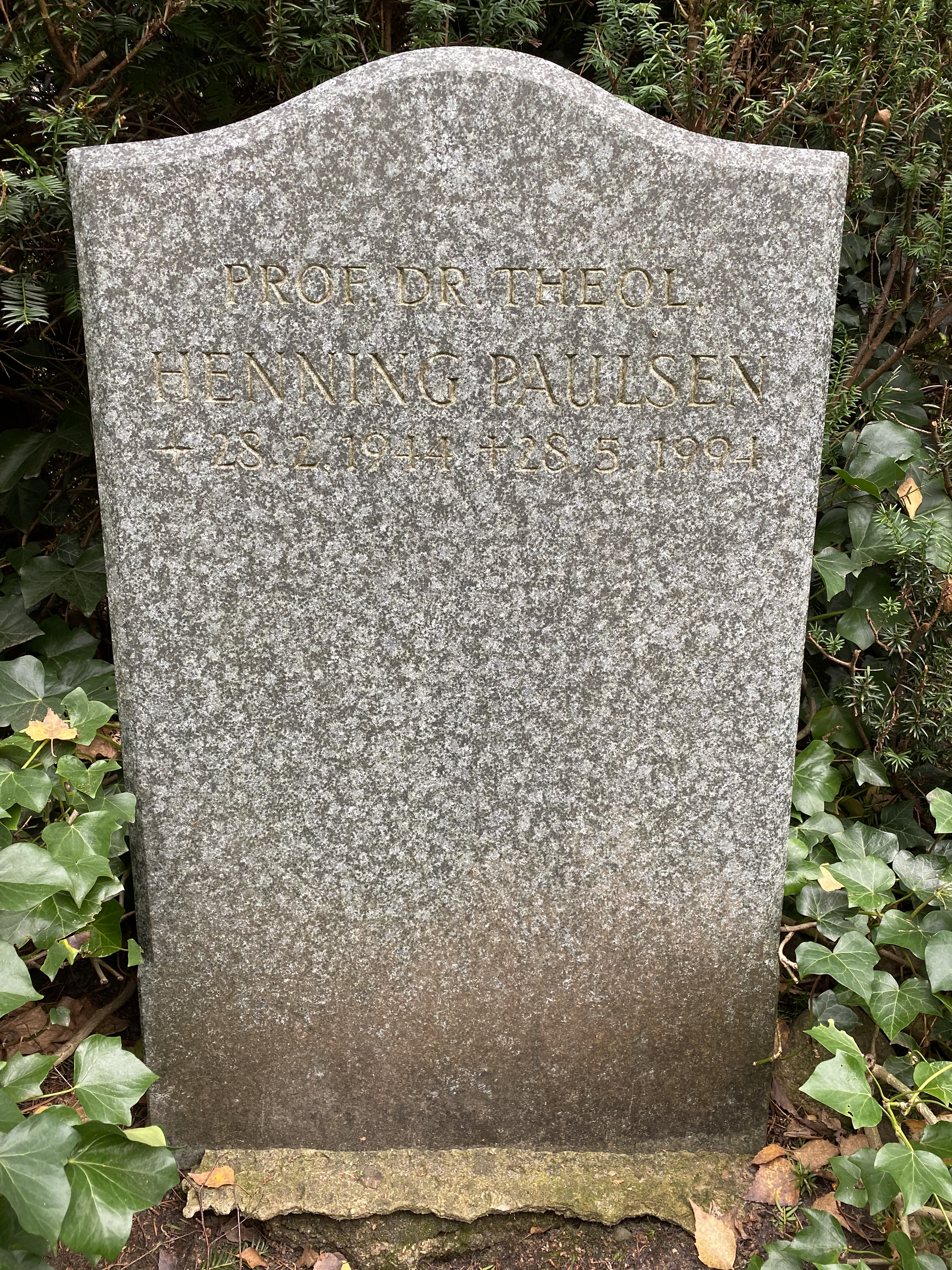
Grabstätte

Nach der Promotion 1972 zum Dr. theol. in Mainz und der Habilitation ebenda 1976 lehrte er ab 1982 als Professor an der Kirchlichen Hochschule Bethel und ab 1984 an der Universität Hamburg.
Henning Paulsen verstarb im Alter von nur 50 Jahren und wurde auf dem Nienstedtener Friedhof beigesetzt.

## Schriften (Auswahl)
- Überlieferung und Auslegung in Römer 8 (= Wissenschaftliche Monographien zum Alten und Neuen Testament Band 43). Neukirchener Verlag, Neukirchen-Vluyn 1974, ISBN 3-7887-0409-8 (zugleich Dissertation, Mainz 1972).
- Studien zur Theologie des Ignatius von Antiochien (= Forschungen zur Kirchen- und Dogmengeschichte Band 29). Vandenhoeck & Ruprecht, Göttingen 1978, ISBN 3-525-55134-7 (zugleich Habilitationsschrift, Mainz 1976).
- Die apostolischen Väter. 2. Die Briefe des Ignatius von Antiochia und der Brief des Polykarp von Smyrna (= Handbuch zum Neuen Testament Band 18). Mohr, Tübingen 1985, ISBN 3-16-144912-6.
- Der zweite Petrusbrief und der Judasbrief (= Kritisch-exegetischer Kommentar zum Neuen Testament Band 12/2). Vandenhoeck & Ruprecht, Göttingen 1992, ISBN 3-525-51626-6.
- Ute E. Eisen (Hrsg.): Henning Paulsen: Zur Literatur und Geschichte des frühen Christentums. Gesammelte Aufsätze (= Wissenschaftliche Untersuchungen zum Neuen Testament. Band 99). Mohr Siebeck, Tübingen 1997, ISBN 3-16-146513-X.